# Certhia hodgsoni
El agateador de Hodgson (Certhia hodgsoni) es una especie de ave paseriforme de la familia Certhiidae que vive en la vertiente meridional del 
Himalaya. Hasta hace poco tiempo se lo consideraba como varias subespecies del agateador euroasiático (C. familiaris).
Tanto el nombre común como el nombre científico de esta especie hacen honor a Brian Houghton Hodgson, un naturalista inglés del siglo XIX que trabajó en la India británica.

## Descripción
El agateador de Hodgson es un pájaro pequeño, 12,5 cm de largo, de colores apagados. Sus partes superiores son pardas salpicado con listas más oscuras y más claras, y blanquecinas las partes inferiores, al igual que su lista superciliar. Es más pardo por encima que el agateador euroasiático (C. familiaris), con un obispillo rojizo que destaca. Tiene el pico largo y curvado hacia abajo y las plumas de su cola son rígidas.
Su canto empieza con dos llamadas shrii características de esta especie y sus parientes cercanos. Seguido por uno dos trinos que generalmente terminan dos nota descendentes. Cada sonido dura unos 0,3 s, y el canto completo de 2 a 2,5 s. Su tono inicialmente está en frecuencias constates de entre 7,5 kHz a 6 kHz, cayendo a 4 kHz una o dos veces al final.

## Taxonomía
Este agateador inicialmente fue clasificado como una variedad de agateador euroasiático (C. familiaris), pero actualmente se lo considera una especie aparte. Es el representante sureño del linaje holártico de los agateadores y está más cercanamente emparentado con el agateador euroasiático (C. familiaris) y las subespecies que rodean al Atlántico norte, el agateador común (C. brachydactylata) y el agateador americano (C. americana). Aunque hay otros agateadores en la región del Himalaya, las demás especies pertenecen a un linaje distinto al del agateador de Hodgson. Mientras que esa especie alopátrica rama del grupo de agateadores holoárticos, los otros agateadores del Himalaya se originaron de la evolución parapátrica de un grupo de agateadores que probablemente procedentes desde la región subtropical del sur de China.
Se reconocen tres subespecies, que de oeste a este son:
- Certhia hodgsoni hodgsoni (Brooks, 1871) – del norte de Pakistán al noroeste de la India
- Certhia hodgsoni mandellii (Brooks, 1874) – Nepal, Bután y noreste de la India
- Certhia hodgsoni khamensis (Bianchi, 1903) – suroeste de China, Birmania y quizá el noreste de la India.[7]

## Distribución y ecología
El agateador de Hodgson se encuentra en Bután, China, India, Birmania, Nepal y Pakistán. Vive en bosques montanos templados a tropicales frescos. Es principalmente un residente sedentario de los bosques de coníferas y puede bajar a los bosques de robles/rododendros en invierno. Sin embargo en Bután C. h. mandellii no es infrecuente durante todo el año en los bosques de abetos de Bután (Abies densa) entre los 3000 y 4000 m por encima del nivel del mar. 
Su cola rígida permite a este pájaro trepar verticalmente por los troncos de los árboles en busca de artrópodos. Anida entre las grietas de los árboles, y suelen poner de 4-6 huevos rosáceos con motas pardo rojizas.
Al ser un pájaro sedentario con un área de distribución alargada es propenso a la fragmentación de su hábitat a largo plazo, pero de momento C. hodgsoni es tan común como sus parientes del norte, por lo que la UICN lo considera una especie de preocupación menor.